# Norwalk, Connecticut
Norwalk je grad u američkoj saveznoj državi Connecticut. Prema popisu stanovništva iz 2010. u njemu je živjelo 85.603 stanovnika.